# Malthonica dalmatica
Malthonica dalmatica är en spindelart som först beskrevs av Kulczynski 1906.  Malthonica dalmatica ingår i släktet Malthonica och familjen trattspindlar. Inga underarter finns listade i Catalogue of Life.